# Nonsard-Lamarche
Nonsard-Lamarche – miejscowość i gmina we Francji, w regionie Grand Est, w departamencie Moza.
Według danych na rok 1990 gminę zamieszkiwało 106 osób, a gęstość zaludnienia wynosiła 6 osób/km² (wśród 2335 gmin Lotaryngii Nonsard-Lamarche plasuje się na 939. miejscu pod względem liczby ludności, natomiast pod względem powierzchni na miejscu 245.).